# Tautocerus
Tautocerus — род цикадок из отряда Полужесткокрылых.

## Описание
Пёстроокрашенные цикадки длиной около 5-6 мм. Голова спереди и постклипеус  широкие. Вентральные углы щёк округло выступают. Переднее крыло с 3 субапикальными ячейками, внешняя - длинная. В роде 2 вида. 
- Tautocerus dworakowskae Anufr.